# Ilja Karpenkov
Ilja Aleksejevitj Karpenkov (ryska: Илья Алексеевич Карпенков), född 17 februari 1997, är en rysk basketspelare. 
Karpenkov deltog vid olympiska sommarspelen 2020 och var en del av ryska olympiska kommitténs lag som tog silver i tremannabasket.